# Katarzyna Wilk (reżyserka)
Katarzyna Wilk (ur. 13 września 1984 w Łodzi) – polska rysownik, animator i reżyser. Studiowała na PWSFTVIT w Łodzi. Zajmuje się animacją 2D, reżyserią filmu animowanego, ilustracją. W 2010 w ramach programu wymiany studenckiej, studiowała przez rok w niemieckiej szkole Filmakademie Baden-Württemberg w Ludwigsburgu, gdzie zrealizowała swój film dyplomowy "Bear me".

## Nagrody
Bear Me
- wyróżnienie za etiudę  animowaną, Festiwal Łodzią po Wiśle 2012, Polska[1]
- wyróżnienie dla najlepszego filmu animowanego, Festiwal Palm Springs International ShortFest 2012, USA[2]
- pierwsza nagroda dla najlepszego animowanego filmu studenckiego, International Award 2012 na festiwalu Bayside Film Festival's Jump Cut, Australia
- najlepsza krótkometrażowa animacja, Pentedattilo Film Festival International Short Film Festival, Italy, 2012[3]